# Stefano Bonomo
Stefano Bonomo (* 25. Januar 1993 in Hillsborough, Kalifornien) ist ein ehemaliger US-amerikanisch-italienischer Fußballspieler auf der Position eines Stürmers, der seit 2015 im Aufgebot der New York Red Bulls II, dem Farmteam der New York Red Bulls, steht.

## Karriere

### Karrierebeginn
Stefano Bonomo wurde am 25. Januar 1993 als Sohn von Paolo und Louise Bonomo in der Kleinstadt Hillsborough, zwischen San Francisco und Palo Alto bzw. San José, im US-Bundesstaat Kalifornien, geboren. Bereits sein Vater als auch sein Großvater, durch die er auch die italienische Staatsangehörigkeit trägt, waren einst professionelle Skifahrer, die dem italienischen Nationalkader angehörten. Ab dem Jahre 2002 spielte er für den lokalen Nachwuchsfußballklub Burlingame Juventus aus seinem Heimatort Burlingame, mit dem er unter anderem im Jahre 2004 den Staatsmeistertitel errang. Dem Team gehörte er bis einschließlich 2008 an und spielte parallel dazu von 2007 bis 2008 auch für das Cal-North-Team im Olympic Development Program (ODP) der United States Youth Soccer Association. Ab 2008 gehörte er auch dem De Anza Force Soccer Club, der Spieler speziell auf eine spätere Collegekarriere vorbereitet und eine 95-prozentige Quote an den späteren Collegespielern vorweisen kann, an. Im Team war er bis 2011 Teilnehmer an den U.S. Soccer Development Academy Market Training Centers.
Im Alter zwischen etwa neun und 14 Jahren wurde er vor allem von seinem Vater Paolo trainiert. Ebenfalls ab 2008 gehörte er der schuleigenen Fußballmannschaft der Burlingame High School an und war ab 2008/09 bereits ein Starter der Schulauswahl. Nachdem er 2008 und 2009 für die Mannschaft in Erscheinung trat und 2010 eine spielfreie Saison einlegte, um sich auch seine Einsätze beim De Anza Force SC zu konzentrieren, führte er das Team 2011 als Co-Kapitän an und wurde in diesem Amt auch als San Mateo County Boys Soccer Player of the Year und MVP ausgezeichnet. Des Weiteren erzielte der zentrale Mittelfeldspieler in seinem Abschlussjahr 16 Treffer, spielte mit der Mannschaft um die Meisterschaft und wurde in diesem Jahr auch zum Peninsula Athletic League Bay Midfielder of the Year ernannt. Noch zu Beginn dieses Jahres wurde erstmals in eine US-amerikanische Juniorenauswahl einberufen, als er im Februar und April 2011 an den Trainingscamps der U-18-Junioren der Vereinigten Staaten teilnahm.

### Wechsel an die University of California, Berkeley
Wie einst seine Großeltern mütterlicherseits, Ben und Mayon Ichinose, schloss sich Stefano Bonomo 2011 ebenfalls der University of California, Berkeley, von der ein Stipendium erhielt, an. Dort startete er sein Freshman-Jahr lediglich als Ersatzspieler und brachte es auf 14 Meisterschaftseinsätze, von denen er in keinem einzigen startete bzw. über die volle Spieldauer am Rasen stand und ohne Scorerpunkt blieb. Das nachfolgende Spieljahr 2012, sein Sophomore-Jahr, verließ hingegen bereits wesentlich erfolgreicher. So kam er in 15 Ligaspielen zum Einsatz, von denen er in zwölf von Beginn an am Spielfeld war, und erzielte dabei fünf Treffer für sein Team, womit er zusammen mit Anthony Salciccia  einer der beiden Führenden der mannschaftsinternen Torschützenliste war. Neben Wahlen zum Spieler der Woche erhielt er zum Saisonabschluss auch eine ehrenvolle Erwähnung (honorable mention) der All-Pac-12.
Das Spieljahr 2013, sein Junior-Jahr, konnte er seine Einsätze ein weiteres Mal steigern und brachte es auf 21 Meisterschaftsspiele, von denen er in 17 von Beginn an am Rasen stand, und es zudem auf eine Bilanz von sechs Toren und drei Torvorlagen brachte. Mit dem Team rangierte er im Ligabetrieb der Pac-12 im Endklassement auf dem dritten Platz hinter dem Vizemeister UCLA Bruins, der Sportabteilung der University of California, Los Angeles und dem Meister Washington Huskies, der Sportabteilung der University of Washington. Nach absolvierter Spielzeit war das Team unter anderem auch für die NCAA Division I Men’s Soccer Championship 2013 gesetzt und schaffte es hierbei in der K.-o.-Phase der Regional 2 bis ins Viertelfinale und schied erst dort knapp mit 1:2 gegen die Konkurrenten der Maryland Terrapins aus. In diesem letzten Spiel gelang Bonomo auch der einzige Treffer seines Teams, wobei er den Treffer zum 1:1-Ausgleich erzielte und erst kurz vor Spielende den Schlusstreffer des Gegners hinnehmen musste. Weiters wurde er in diesem Jahr ins All-Pac-12-Second-Team gewählt.
Zu einem Topscorer avancierte der italienischstämmige Offensivakteur in seinem Senior-Jahr 2014, als er in 17 Ligaspielen, von denen er in 15 startete, auflief und dabei zwölf Treffer erzielte und weitere fünf für seine Teamkollegen vorbereitete. In der Pac-12 brachten es die California Golden Bears, so der Name der Sportabteilung, lediglich auf den vierten Tabellenplatz im Endklassement. Bemerkenswert in diesem Spieljahr war unter anderem sein Einsatz gegen die Cleveland State Vikings, als er in einem Spiel einen Hattrick erzielte und ein weiteres Tor für seine Mannschaftskameraden vorbereitete. In der NCAA Division I Men’s Soccer Championship 2014 war die University of California, Berkeley gerade noch als 15. von 16 Mannschaften gesetzt und schied in der K.-o.-Phase der Regional 2 in der dritten Runde mit 2:3 gegen den Lokalrivalen, die University of California, Los Angeles, aus. Im Zweitrundenspiel, einem 1:0-Erfolg über die Southern Illinois University Edwardsville leistete er die Vorarbeit zu Bobby Sekines Siegestreffer. Zum Saisonende hin wurde er für seine Leistungen über das gesamte Spieljahr hinweg zusammen mit seinen Teamkollegen Connor Hallisey und Seth Casiple ins All-Pac-12-First-Team gewählt. Über seine komplette Karriere im College Soccer kam Stefano Bonomo auf eine Bilanz von 67 Meisterschaftsspielen, 23 Treffer und acht Assists; weiters war er dreifacher Letterman. In diesem Jahr wurde auch in die MLS Combine für das Jahr 2015 eingeladen.

### Start in den Profifußball
Über den MLS SuperDraft 2015 wurde Bonomo Anfang des Jahres 2015 als 39. Pick in der zweiten Runde zu den New York Red Bulls gedraftet. Da er zu diesem Zeitpunkt jedoch bereits Angebote für Probetrainings bei europäischen Klubs vorliegen hatte, entschloss er sich dazu in den USA keinen Vertrag zu unterzeichnen und sein Glück in Europa zu versuchen, woraufhin er Probetrainingseinheiten beim polnischen Zweitligisten Miedź Legnica und beim englischen Zweitligisten Sheffield Wednesday absolvierte. Nachdem er bei beiden Klubs nicht überzeugen konnte und auch ein Training beim italienischen Drittligisten SPAL Ferrara nicht von Erfolg gekrönt war, kehrte er wieder in seine Heimat zurück und versuchte erneut bei den New York Red Bulls anzuheuern.
Nach erfolgreichem Probetraining wurde er Ende Juli 2015 von den New York Red Bulls II, dem ebenfalls mit Profistatus auftretenden Farmteam des MLS-Teams, aufgenommen. Sein Profidebüt gab er am 2. August 2015 bei einem 2:1-Heimerfolg über den Saint Louis FC, als er ab der 63. Minute den ehemaligen Island-Legionär Chris Tsonis ersetzte. Seinen ersten Treffer im Profifußball erzielte er bereits zehn Tage später bei einem 1:1-Remis gegen das Franchise Charlotte Independence. Bis zum Ende des Spieljahres 2015 wurde Bonomo, der vor allem durch seinen ständigen Kontakt zum Trainer des Erstligateams, Jesse Marsch, wieder bei den New York Red Bulls unterkam, in elf Ligaspielen eingesetzt und erzielte dabei drei Tore. Mit der Mannschaft rangierte er in der Endtabelle auf dem vierten Platz der Eastern Conference und schied daraufhin gegen die Rochester Rhinos im Halbfinale der anschließenden Play-offs aus.